# A két Lotti (film, 2007)
A két Lotti (eredeti cím: Das doppelte Lottchen) 2007-ben bemutatott német rajzfilm, amely Erich Kästner német író azonos című könyvének 3. filmadaptációja. A forgatókönyvet Rolf Dieckmann írta. Az animációs játékfilm rendezője Toby Genkel. A mozifilm az Odeon Film gyártásában készült, a Lunaris Film forgalmazásában jelent meg. Ez a filmadaptáció volt a regény harmadik megfilmesítése. Műfaja filmvígjáték. Korábban már két film is készült, valós díszletekkel és élőszereplőkkel, 1950-ben egy fekete-fehér, és 1994-ben egy színes. Azokkal ellentétben itt a díszletek, valamint a szereplők rajzzal készültek. 
Németországban 2007. május 10-én mutatták be a mozikban, Magyarországon 2010. január 19-én a Cinemax-on vetítették le.

## Szereplők
| Szereplő          | Eredeti hang              | Magyar hang | Leírás                                |
| ----------------- | ------------------------- | ----------- | ------------------------------------- |
| Luise             | Céline Vogt               | ?           | Az egyik főszereplő, Lotte ikerpárja. |
| Lotte             | Céline Vogt               | ?           | A másik főszereplő, Luise ikerpárja.  |
| Pepike            | –                         | –           | Az ikrek kiskutyája.                  |
| Anya              | Carin C. Tietze           | ?           |                                       |
| Apa               | Andreas Fröhlich          | ?           |                                       |
| Irene Gerlach     | Anja Kling                | ?           |                                       |
| Muthesius asszony | Inra von Wangenheim-Zeise | ?           |                                       |
| Dr. Strobele      | Wolfgang Völz             | ?           |                                       |
| Resi              | Jovita Dermota            | ?           |                                       |
| Ulrike kisasszony | Antonia von Romatowski    | ?           |                                       |
| Hexe              | Antonia von Romatowski    | ?           |                                       |
| Fényképész        | Robert Missler            | ?           |                                       |
| Paule             | Robert Missler            | ?           |                                       |
| Kellner Franz     | Robert Tillian            | ?           |                                       |
| Wagenthalerné     | Erna Aretz                | ?           |                                       |
| Moderátor         | Monty Arnold              | ?           |                                       |
| Főnök             | Monty Arnold              | ?           |                                       |
| Erzähler          | Axel Milberg              | ?           |                                       |
| Gyerekek          | Hannah Polzin             | ?           |                                       |
| Gyerekek          | Emma Schaack              | ?           |                                       |
| Gyerekek          | Emilia Puille             | ?           |                                       |
| Gyerekek          | Francis Wernecke          | ?           |                                       |
| Gyerekek          | Karoline Kraus            | ?           |                                       |
| Gyerekek          | Lilith Marie Mosecker     | ?           |                                       |
| Gyerekek          | Svea Heuer                | ?           |                                       |
| Gyerekek          | Alexandra Petersen        | ?           |                                       |

## Televíziós megjelenések
- Cinemax, HBO, Film+
- RTL Klub